# ОШ „Радоје Домановић” Ниш
Основна школа Радоје Домановић је једна од најстаријих основних школа у Нишу. Основана 1902. године, а у нову зграду је усељена 1932. године. Налази се у близини Трга краља Александра. 

## Историја
Крајем XIX века, настава се у Нишу још увек одвијала по приватним кућама, а мушка и женска деца похађала су ту, на такав начин организовану школу, одвојено.
Наша прича почиње првих година XX века, у југозападном делу Ниша, на месту некадашњег Арнаут пазара; у делу Ниша који данас чине Правни и Економски факултет, Регрутни центар, Машинска индустрија, стари Вулкан, Индустрија коже, црни пут, на коме се родио песник Душан Радовић, и школа стара 112 година. 
У предвечерје мајског преврата, у Вардарској улици, коју су чиниле приземне радничке куће са малим двориштима, на Тргу кнеза Михаила, a некадашњем Арнаут пазару, свештеник Велисав Милојевић, поп- Веља, уступио је своју новоподигнуту кућу за школу. Тако је 1903. године почела са радом „Основна школа на Тргу кнеза Михаила“, познатија као поп-Вељина школа.
Од те године мушка и женска деца ишла су у исту школу, али су одвајана по учионицама и са њима се посебно радило.
Септембра 1932. године цео Ниш присуствовао је великој свечаности поводом отварања нове школске зграде саграђене на простору између Соколског дома и Улице генерала Милојка Лешјанина, средствима општине и уз матријалну помоћ краља Александра. Ђаци поп- Вељине школе сада похађају Државну народну школу „Краљ Александар I“. Зграда је имала осам пространих учионица, канцеларију и собу за помоћне раднике. Настава је почела са 19 одељења и 785 уписаних ученика. Школа је имала библиотеку са око 200 књига. Од 1934/35. године при школи постоји одељење забавишта, а од 1936/37. године и помоћно одељење за ментално неразвијену децу.
За време окупације школа је радила са прекидима јер зграда служила као касарна. После поплаве у Нишу 1948. год.у школске просторије биле су смештене породице натрадале од поплаве. Јануара 1952. „Трећа осмољетка“ добила је ново име и ушла је у ново доба. Осмогодишња школа „Маршал Тито“ била је „самоуправна, социјалистичка и друштвена васпитно-образовна институција, која свој рад заснива на начелима нашег самоуправног друштва“.
Грађани су школу звали и „школа код Соколане“. У следећим годинама посебно се обележава и слави 25. мај. У школи се придавала велика пажња неговању револуционарних традиција. Формирана је и спомен соба друга Тита. Настају нове, другачије организације у оквиру школе: Пионирски савет, Омладинска организација, Ђачка задруга, Извидничка и планинарска организација. Тако се завршио период од 41 године, колико је школа носила име Маршала Тита.
1993. година била је година међаш. Прошло је 90 год од оснивања школе на Тргу кнеза Михаила и 70 год од изградње школе „Краљ Александар I”. Од те године школа носи име српског писца Радоја Домановића.

## Школа данас
ОШ Радоје Домановић једна је од најстаријих централних градских школа. У њу иду деца са територије строгог центра града, али и деца из великог ромског насеља. Њима се поклања посебна пажња (кроз различите пројекте и путем појачаног индивидуалног рада). По традицији, школу похађају и по три генерације ђака из исте породице што свакако говори у прилог томе да школа негује поштовање различитости, међусобно уважавање и толеранцију у жељи да подстакне лични развој сваког ученика и личну одговорност свих учесника васпитно-образовног процеса.
Поводом стогодишњице школе Скупштина града је уложила огроман напор и средства за реновирање школе. Услови рада су толико побољшани да се неки делови школе не могу препознати.
Школу карактерише високообразован и веома мотивисан стручни кадар. У нижој настави раде 24 наставника разредне наставе, а у вишим разредима 35 предметних наставника. Школа активно учествује у реформи школства Министарства просвете Републике Србије од 2000. године активним учешћем у многобројним едукацијама, домаћим и међународним пројектима. 
Пратећи жеље родитеља и ученика, школа организује стручни васпитно-образовни рад у две предшколске групе и целодневном боравку деце од првог до трећег разреда. Целокупни рад школа организује у две смене у оквиру петодневне наставне недеље. Једну смену чине ученици парних разреда, а другу смену чине непарна одељења од I - VIII разреда.

## Архитектура објекта
Овај објекат припада периоду у коме је дошло до прелаза са традиционалне концепције дизајна фасада на прочишћене безорнаменталне схеме, али још увек са симетричним ортогоналним основама. Уочљиви су неки елементи Модерне - наглашене хоризонталне сокле, прозорски низ у приземљу, завршни фриз са конзолном плочом венца као и узане вертикале улазног корпуса. Карактеристично на овом објекту је и обавезан коси вишеводни кров који је био популаран у то време, али такође је видан наговештај времена који долази. 
Објекат је сачуван скоро у потпуности, једино је уклоњен хоризонтални испад, који је наглашено делио приземље од спрата. Чак ни оригинална ограда није промењена, а школа је добила нове просторе изградњом западног крила 1960. године. Унутрашње реновирање и обнављање инсталација изведени су 2002. и 2003. године. Недавно успешно обновљена фасада са заменом спољне столарије пример је правог односа према наслеђу.